# منطقة نووية

خلية بدائية النواة. المنطقة النووية تحوي الحمن.

المنطقة النووية منطقة كثيفة ذات شكل غير منتظم موجودة في الخلايا البدائية النوى، تعد بمثابه شبه نواة فيها. إذ تفتقد هذه الخلايا لغشاء فاصل بين الهيولى والمنطقة النووية التي تحوي الحَمْن (أي المادة الوراثية)، وهو الفرق الرئيسي بين الخلايا البدائية النوى والخلايا الحقيقية النوى.